# لوکاس پاپادموس
لوکاس پاپادموس (یونانی: Λουκάς Παπαδήμος؛ زاده ۱۱ اکتبر ۱۹۴۷) یک سیاست‌مدار اهل یونان است. وی بین سال‌های ۲۰۱۱ تا ۲۰۱۲ نخست‌وزیر یونان بود.
لوکاس پاپادموس هم‌اکنون ریاست کنونی آکادمی آتن را برعهده دارد.